# Grabenstraße 7 (Bad Camberg)

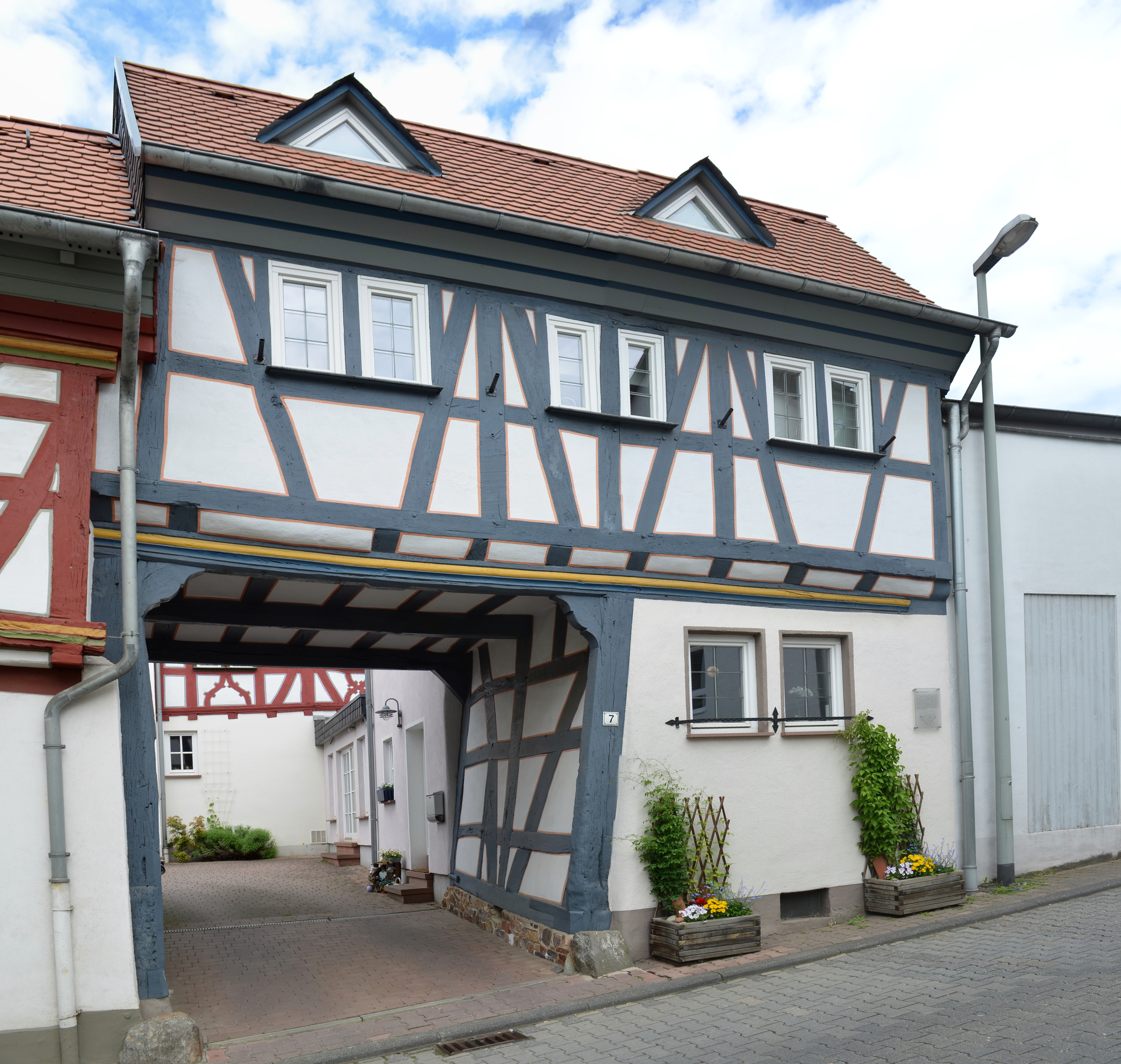
Gebäude Grabenstraße 7 in Bad Camberg

Das Gebäude Grabenstraße 7 in Bad Camberg, einer Stadt im Süden des mittelhessischen Landkreises Limburg-Weilburg, wurde zwischen 1695 und 1705 errichtet. Das Wohnhaus ist ein geschütztes Kulturdenkmal.
Das traufständige Fachwerkhaus ist in kaum beeinträchtigtem Zustand. Die Haustür ist vermutlich eine spätere Ergänzung. Als Torfahrthaus hat das Erdgeschoss eine ungewöhnliche Höhe.
Das Gebäude mit Geschossüberhang und Profilbügen des Sturzes hat in der Torfahrt altertümliche Konstruktionsmerkmale und mächtige Streben.
Das Gebäude wurde vor einigen Jahren umfassend renoviert.